# Josef Felix Pompeckj
Josef Felix Pompeckj (Groß-Köllen, 10 de maio de 1867 – Berlim, 8 de julho de 1930) foi um paleontólogo e geólogo alemão. 

## Vida
Ele nasceu em Groß-Köllen (agora Kolno na Polónia). Estudou geologia e paleontologia na Universidade de Königsberg, recebendo seu doutorado em 1890 com a tese Die Trilobitenfauna der ost- und westpreußischen Diluvialgeschiebe. Em 1903 tornou-se professor associado em Munique, e a partir de 1904 deu aulas de geologia e mineralogia no colégio agrícola de Hohenheim.
Em 1907 mudou-se para a Universidade de Göttingen, onde se tornou professor titular de geologia e paleontologia. A partir de 1913 trabalhou como professor em Tübingen, depois em 1917 mudou-se para a Universidade de Berlim como sucessor de Wilhelm von Branca. Em Berlim, foi nomeado diretor do Geologisch-Paläontologischen Institut und Museum.

## Publicações selecionadas
- Pompeckj JF. Ueber Aucellen und Aucellen-ähnliche Formen. Neues Jahrbuch für Mineralogie, Geologie und Paläontologie. 1881
- Pompeckj JF. Uber Ammonoideen mit anormaler Wohnkammer. Jahreshefte des Vereins für Vaterländische Naturkunde, 1884
- Pompeckj JF. Die Fauna des Cambriums von Tejřovic und Skrej in Böhmen. Jahrbuch der Geologischen Reichsanstalt, 1896
- Pompeckj JF. Uber Calymene Brongniart. Neues Jahrbüch für Mineralogie, 1898
- Pompeckj JF. Marines Mesozoikum von König Karls Land. Stockholm, Vet.-Akad. Öfvers., Arg, 1899
- Pompeckj JF. Pompeckj JF. Jura-Fossilien aus Alaska. Verhandlungen der Kaiserlichen Russischen Mineralogischen Gesellschaft zu St. * Petersburg. Zweite Serie. Bd.XXXVIII. Nr.1. 239-282. 1900 PDF
- Pompeckj JF. Die Juraablagerungen zwischen Regensburg und Regenstauf. Geogn. Jahrb, 1901
- Pompeckj JF. Ueber Aucellen und Aucellen-ähnliche Formen.—Neues Jahrb. f. Min., Geol. u. Palaeontol. Bd XIV
- Pompeckj JF. Aus dem Tremadoc der Montagne Noire (Süd-Frankreich). Neues Jahrbuch fur Mineralogie, Geologie und Palaontologie, 1902
- Pompeckj JF. Die zoogeographischen Beziehungen zwischen den Jurameeren NW-und S-Deutschlands. J.-Ber. nieders. geol. Ver., Hannover, 1908
- Pompeckj JF. Über einen Fund von Mosasaurier-Resten im Ober-Senon von Haldem. 1910
- Pompeckj JF. Zur Rassenpersistenz der Ammoniten. Jahresbericht des Niedersachischen Geologischen Vereins, 1910
- Pompeckj JF. Amphineura-Palaontologie. Handworterbuch der Naturwissenschaften, 1912
- Pompeckj JF. Das Meer des Kupferschiefers. Sonderabdruck aus der Branca-Festschrift. (Leipzig, Gebrüder Borntraeger, 1914).
- Pompeckj JF. Die Bedeutung des Schwäbischen Jura für die Erdgeschichte. Stuttgart, 1914
- Kupferschiefer und Kupferschiefermeer. Zeitschrift der Deutschen Gesellschaft für Geowissenschaften, Band 72. p. 329-339
- Pompeckj JF. Das Ohrskelett von Zeuglodon. Senckenbergiana, 1922
- Pompeckj JF. Ammoniten des Rhät
- Pompeckj JF. Ein neues Zeugnis uralten Lebens. Paläontologische Zeitschrift 9: 287–313. 1927
- Schuchert C, LeVene CM, Pompeckj JF. Brachiopoda:(generum et genotyporum index et bibliographia). 1929 W. Junk, Berlin